# Wurunjerria warnekei
Wurunjerria warnekei är en loppart som beskrevs av Mardon et Dunnet 1972. Wurunjerria warnekei ingår i släktet Wurunjerria och familjen Pygiopsyllidae. Inga underarter finns listade i Catalogue of Life.